# Orto
Orto (en cors Ortu) és un municipi francès, situat a la regió de Còrsega, al departament de Còrsega del Sud. L'any 1999 tenia 54 habitants.

## Demografia
| 1962 | 1968 | 1975 | 1982 | 1990 | 1999 |
| ---- | ---- | ---- | ---- | ---- | ---- |
| 106  | 122  | 104  | 89   | 44   | 54   |

## Administració
| Període   | Identitat                | Partit | Qualitat |
| --------- | ------------------------ | ------ | -------- |
| 2001-2008 | Pierre Baptiste Battesti |        |          |
| 2008-     | Nicolas Rutily           |        |          |